# 大元帥
大元帥（だいげんすい、イタリア語: Admiralissimo、Generalissimo）は、全軍の総司令官に与えられる称号。国家元首に与えられる名誉的なものであることが多いが、国によっては元帥の上、最高位の階級となっている場合や総帥の下になる場合もある。

## 日本

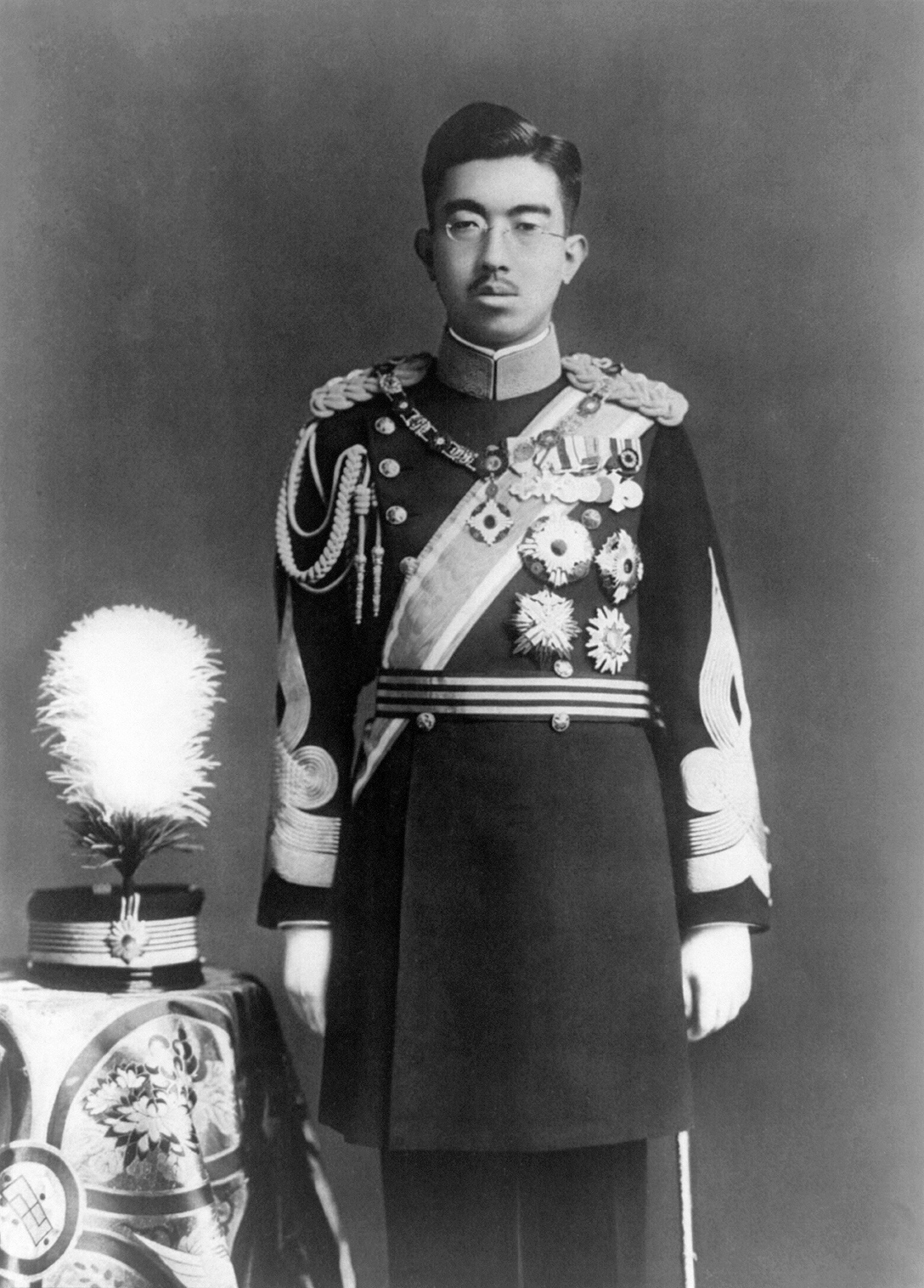
陸軍大元帥の正装を着用した昭和天皇（1935年）

日本では、明治4年（1871年）の建軍当初に大元帥という官名が兵部省職員令附属の相当表に記載され、明治5年（1872年）9月7日太政官布告第252号にて服制（階級章）も定められたものの、任官者が無いまま明治6年（1873年）5月8日に廃止された。その後、明治12年（1879年）に出された陸軍職制などの一連の陸軍関係の法令や文書に「天皇陛下ヲ大元帥トナシ」などと表記されはじめ、明治15年（1882年）の軍人勅諭において「朕は汝等軍人の大元帥なるぞ」と明記、天皇が陸海軍の大元帥と定められた。大元帥たる天皇は大将の階級章に菊花紋章が付された特別な階級章を佩用し、軍服型の御服を着用した。階級章と御服は陸海軍どちらのものも着用していたが、普段は陸軍のものを、海軍のものは海軍の行事の際にのみ着用した。このため、残っている御服姿の写真も前者のものが多い。
明治天皇、大正天皇、昭和天皇の3名がこれを称した。なお、軍人からは「大元帥陛下」と呼ばれた。
井原今朝男は大元帥の呼称について、古来天皇のみが行うことが出来た外寇鎮圧の仏教儀式である大元帥法（大元帥明王に対する祈祷）に由来するという考えを呈示している。

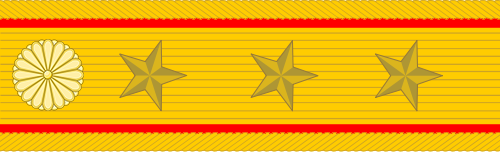
陸軍大元帥の肩章
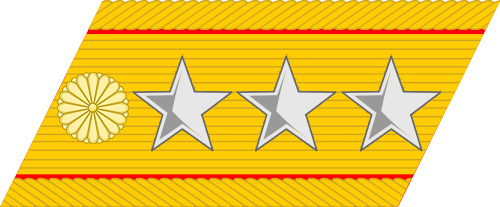
陸軍大元帥の襟章
海軍大元帥の肩章
海軍大元帥の襟章
海軍大元帥の袖章

## 中国

### 王朝時代
王朝時代の中国では、元帥や大元帥は通常の軍階として用いられた。1127年に靖康の変によって、北宋の皇帝以下の皇族が捕虜となった際に、唯一逃れた康王が大元帥府を開いて金との抗戦軍を組織した事例がある。また反乱組織の長が大元帥を名乗ることもしばしばあった。小刀会の劉麗川などがいる。

### 満洲国

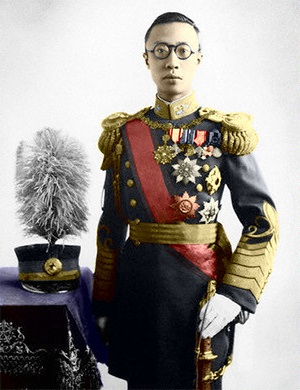
陸軍大元帥の御服を着用した康徳帝（1934年）

1934年（康徳元年）に愛新覚羅溥儀は皇帝となり、皇帝への権力集中が図られた。同日に新京市内で行われた皇帝即位式の際に溥儀は、満洲国のスローガンの1つである「五族協和」を掲げる上で、満洲族の民族色を出すことを嫌った関東軍からの強い勧めで満洲国軍の軍服（大元帥服）を着用した。
歴代大元帥
- 康徳帝

### 中華民国国民政府

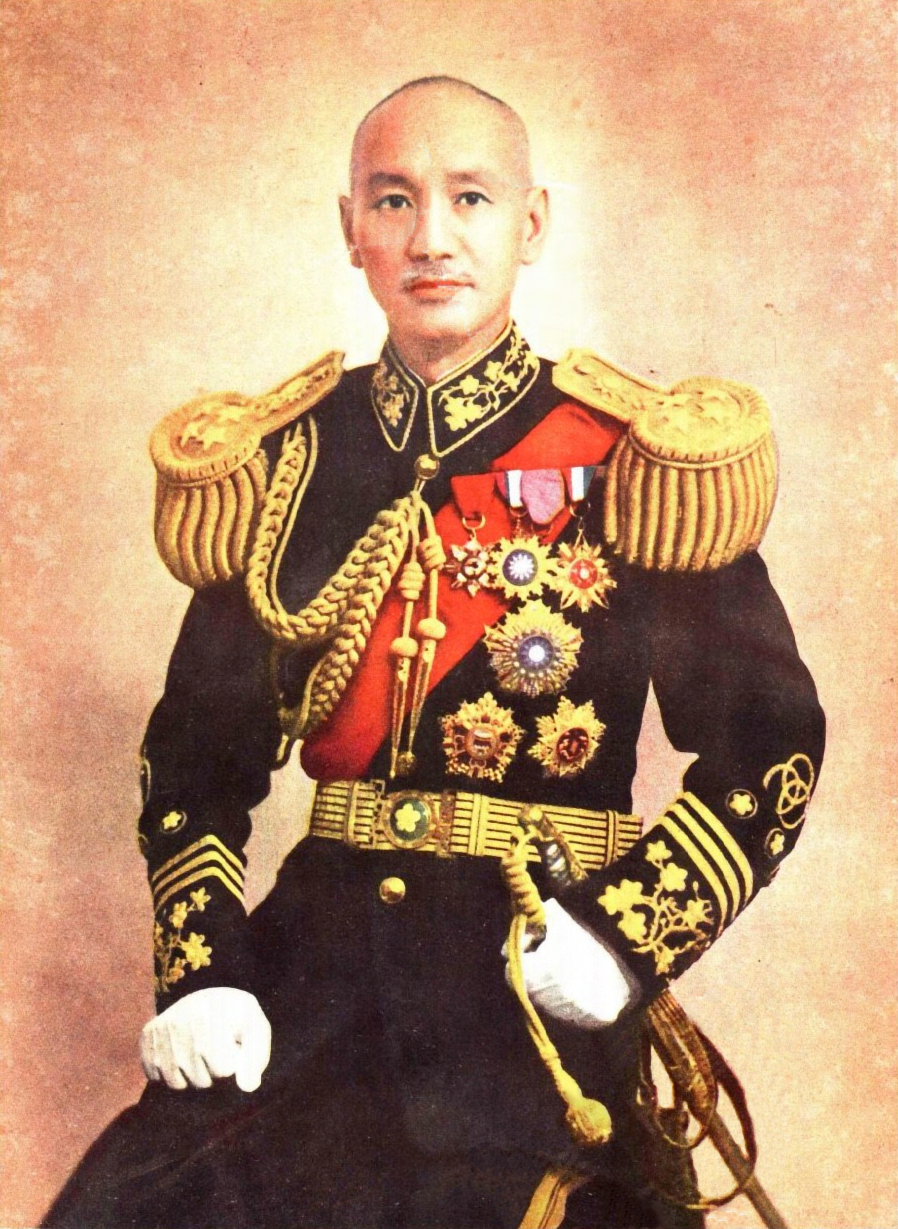
陸海空軍大元帥の正装を着用した蔣介石主席（1943年）

中華民国草創期の1911年10月10日の武昌起義後、黎元洪は革命政府の首班になり、大都督、假定副元帥、假定大元帥に就任している。広東省で発生した護法運動においては護法軍政府（大元帥府）が設置され、大元帥が政軍の全権を握るとされたが、1918年にこの組織は改組された。1922年2月21日には孫文が「中華民国陸海軍大元帥」に就任して、大元帥府を再置している。孫文の死後は胡漢民が大元帥代理となった。1926年12月には張作霖が北京で「中華民国安国軍大元帥」を称し、北京政府の最高権力者となった。南京国民政府では 1935年3月30日に「特級上将」の位が制定され、翌4月1日に国民政府軍事委員会委員長・蔣介石が叙せられた。

中華民国特級上将の肩章

南京国民政府では 1937年8月11日に「中華民国陸海空軍大元帥」の位が制定され、翌8月12日に国民政府国防最高會議主席・蔣介石が叙せられた。これは陸海空軍を統括する最上位の将官で、大元帥に相当とされていたが、2000年に廃止された。
歴代大元帥
- 孫文
- 張作霖
- 蔣介石

- 中華民国特級上将の肩章

### 中華人民共和国
1955年、毛沢東への授与を想定して中華人民共和国大元帥の地位が制定されたが、毛が授与を辞退したため任官者のないまま1965年に廃止された。なお、十大元帥と呼ばれる将軍たちがいるが、これは「10人の偉大な元帥」の意味である。

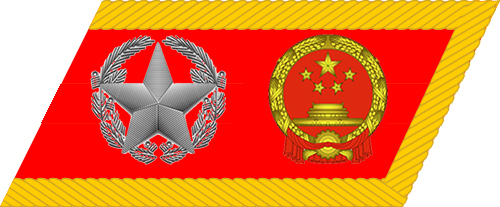
中華人民共和国大元帥の襟章
中華人民共和国大元帥の肩章

## アメリカ合衆国
アメリカ軍では「Generalissimo」の語は使われず、陸海軍に設けられた元帥の上位の階級であるため、厳密には他国の大元帥とは異なる。なお、空軍、海兵隊、沿岸警備隊には大元帥の位は置かれていない。
陸軍大元帥
1919年、ジョン・パーシング大将が「General of the Armies of the United States」に叙せられた。この階級は「アメリカ合衆国陸軍大元帥」、「合衆国総軍元帥」とも訳される。ただし、パーシング本人は最後まで四つ星の陸軍大将章を佩用し続けた。1945年にダグラス・マッカーサーに贈られる予定があり、六つ星の階級章も制定される予定であったが、本人が辞退し実行されなかった。建国200周年の1976年には、大陸軍総司令官にしてアメリカ初代大統領ジョージ・ワシントンに、連邦議会からこの階級が追贈され、同時に序列最高位の合衆国軍人として扱う大統領布告がなされている。
海軍大元帥
1903年、ジョージ・デューイ大将が米西戦争の功績により、1899年の日付まで遡り「Admiral of the Navy」に叙せられた。この階級は「海軍大提督」、「海軍主席提督」とも訳される。1945年にチェスター・ニミッツのためにこれと同格の「Flag Admiral（旗旒提督）」の階級創設が検討されたが、実行されなかったため、現在に至るまでデューイただ一人が叙されている。

陸軍大元帥の階級章案
海軍大元帥の階級章

## フランス
アンシャン・レジーム時代のフランスには通常の元帥の上に「国王の陣営と軍隊の大元帥（フランス語: Maréchal général des camps et armées du roi）」、いわゆる「フランス大元帥」の位が存在していた。
1847年、ニコラ＝ジャン・ド・デュ・スールトが叙せられた。

## ドイツ
ドイツには、12世紀以前の神聖ローマ帝国時代に「国家元帥（Reichsmarschall）」の称号が存在した。その後の帝政ドイツ、ヴァイマル共和政を通じて任官者はいなかったが、ナチス・ドイツ時代に「大ドイツ国国家元帥（Reichsmarschall des Großdeutschen Reiches）」の称号で復活、1940年にヘルマン・ゲーリング空軍元帥が唯一これに叙された。ゲーリングは自身の任命式において、国家元帥が国防軍の元帥より上位であると言及しており、事実上の大元帥に相当すると言えるが、アメリカ軍のそれと同じで軍の階級の一つとして制定されている。また、ゲーリング唯一人だけ叙されたのは、総統アドルフ・ヒトラーの後継者としての地位を明確にするためとも言われる。
なおヒトラーの軍事上の役職は、国防軍最高司令官および陸軍総司令官であったが、親衛隊のものも含めて特定の階級や称号に叙されることはなかった。

国家元帥の階級章

## ロシア・ソビエト

### ロシア帝国
ロシア帝国で大元帥に叙せられたのは以下の3名のみであった。
- アレクサンドル・メーンシコフ
- アントン・ウルリヒ・フォン・ブラウンシュヴァイク
- アレクサンドル・スヴォーロフ

### ソビエト連邦
帝政廃止後に成立したソビエト連邦では、大元帥は長らく設けられなかったが、1945年6月26日に最高会議幹部会決定により、軍の最高階級として「ソ連邦大元帥（ロシア語: Генералиссимус Советского Союза、ギニラリッシムス・サヴェーツカヴァ・サユーザ）」が制定され、翌27日にヨシフ・スターリンが叙された。ソ連の全歴史を通じて大元帥はスターリンただ1人である。

### ロシア連邦
ロシア連邦では大元帥の位は再び廃止され、存在しない。ロシア連邦軍における最高階級は「ロシア連邦元帥」である。

ソビエト連邦大元帥の正装用肩章

## ポーランド
ポーランド王国では、元帥に相当する「王冠領野戦ヘトマン」の上に、大元帥に相当する「王冠領大ヘトマン」が存在した。
現在のポーランドでは大元帥の位は存在せず、軍の最高階級は大将（Generał） である。

## 朝鮮

### 大韓帝国
1897年の帝政宣言後は皇帝への権力集中が図られ、1899年6月22日に高宗皇帝は「元帥府官制（원수부관제）」の詔勅を発布した。これにより統帥機関たる元帥府が設置され、韓国皇帝を大元帥、皇太子を元帥と定めた。
歴代大元帥
- 高宗
- 純宗

### 北朝鮮
朝鮮民主主義人民共和国（北朝鮮）の初代最高指導者である金日成（国家主席・朝鮮労働党中央委員会総書記兼党中央軍事委員会委員長）は、生前の1992年4月に朝鮮民主主義人民共和国大元帥の称号を授与された。金日成の長男で第2代最高指導者である金正日（国防委員長・朝鮮労働党中央委員会総書記兼党中央軍事委員会委員長・朝鮮人民軍最高司令官）は、死後の2012年2月15日に追贈された。

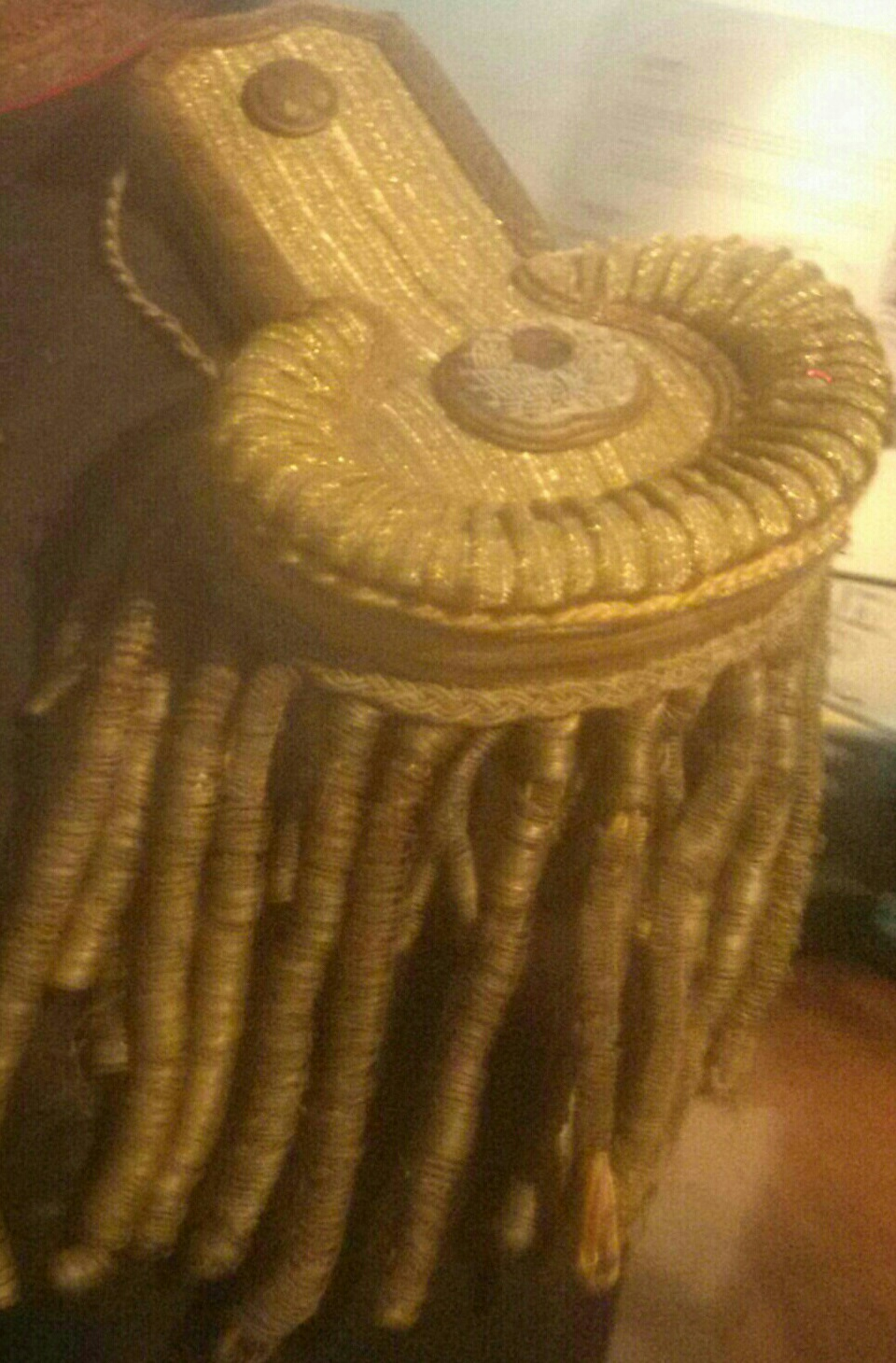
大韓帝国大元帥の肩章
朝鮮民主主義人民共和国大元帥の肩章

## フィンランド
第二次世界大戦でソ連と戦ってたフィンランド軍の最高司令官カール・グスタフ・エミール・マンネルヘイム元帥が、75歳の誕生日に陸軍元帥より上のフィンランド元帥(フィンランド語: Suomen Marsalkka、スウェーデン語: Marskalk av Finland)の称号を与えられた。

## その他の国の大元帥

### イギリス
イギリスには伝統的に大元帥の位は存在しない。

### イタリア王国
- ヴィットーリオ・エマヌエーレ3世
- ベニート・ムッソリーニ

### スウェーデン
- カール14世

### スペイン
- ドン・フアン・デ・アウストリア
- フランシスコ・フランコ

### メキシコ
- イグナシオ・アジェンデ
- アントニオ・ロペス・デ・サンタ・アナ
- ホセ・マリア・モレーロス

### チリ
- アウグスト・ピノチェト

### キューバ
- マクシモ・ゴメス（en）

### ドミニカ共和国
- ラファエル・トルヒーヨ

### ベネズエラ
- フランシスコ・デ・ミランダ

### コロンビア
- アントニオ・ホセ・デ・スクレ

## 参考資料
- 中川雅彦「軍を中心とした後継体制強化 - 1992年の朝鮮民主主義人民共和国」『アジア動向年報1993』アジア経済研究所、1993年。
- エミール・ブカーリ『ナポレオンの元帥たち - フランス帝国の群雄伝』新紀元社、2001年。ISBN 4-88317-886-2。
- 寺村安道「明治国家の政軍関係 - 政治的理念と政軍関係」『政策科学』10巻1号（通巻21号）、立命館大学政策科学会、2002年10月
- 刑部芳則『洋服・散髪・脱刀 : 服制の明治維新』講談社、2010年4月。ISBN 978-4-06-258464-7。
- 小田部雄次『大元帥と皇族軍人 明治編』吉川弘文館、2016年5月。ISBN 978-4-642-05824-7。
- 国立国会図書館『日本法令索引〔明治前期編〕 ヨミガナ辞書』（html）国立国会図書館、日本、2007年1月。doi:10.11501/999230。オリジナルの2025年5月2日時点におけるアーカイブ。2025年7月5日閲覧。